# Ilinden (Dorf)
Ilinden (bulgarisch Илинден) ein bulgarisches Dorf im Süden des Landes in der Gemeinde Chadschidimowo, Oblast Blagoewgrad. In der Nähe des Dorfes existiert seit 2005 der bulgarisch-griechischer Grenzübergang Ilinden-Exochi. Bis 1951 trug das Dorf den Namen Libjahowo (bulg. Либяхово/Libjachowo). Das Dorf ist gemeinsam mit dem Ilinden-Aufstand Namensgeber für den Ilinden Peak, einen Berg auf Greenwich Island in der Antarktis.

## Söhne und Töchter der Stadt
- Boris Sarafow (1872–1907), Freiheitskämpfer
- Chariton Karpusow (1827–1899), Geistlicher
- Elena Arnaudowa, Freiheitskämpferin
- Georgi Simbilew (1820–1880), Aufklärer
- Krastjo Sarafow (1876–1952), Schauspieler